# Thìn Hàn
Thìn Hàn hoặc Thần Hàn là một liên minh lỏng lẻo của các bộ tộc từng tồn tại từ khoảng thế kỷ 1 TCN cho đến thế kỷ 4 SCN ở nam bộ bán đảo Triều Tiên, phía đông thung lũng sông Nakdong, Gyeongsang. Thìn Hàn là một trong Tam Hàn, cũng với Biện Hàn và Mã Hàn. Thìn Hàn về sau bị hợp nhất vào Tân La, một trong Tam Quốc Triều Tiên. Thìn Hàn được hình thành sau sự hỗn loạn và làn sóng di cư sau khi Cổ Triều Tiên sụp đổ vào năm 108 TCN.

## Văn hóa
Mối quan hệ giữa Thìn Hàn với Thìn Quốc trước đó là không rõ ràng, mặc dù biên niên sử Tam quốc sử ký đương thời đã đồng nhất Thìn Hàn với Thìn Quốc (trong khi một ghi chép khác mô tả Thìn là tiền thân của toàn bộ Tam Hàn). Thìn Hàn và Biện Hàn về cơ bản chia sẻ cùng một nền văn hóa, với nhiều phong tục tôn giáo khác nhau, và dường như không dược phân tách bằng một biên giới rõ ràng.
Người dân tuyên bố rằng họ là hậu duệ của những người Tần di cư, chạy trốn các chính sách lao động và chuyển đến Mãn Hàn, và họ được cấp vùng đất phía đông. Liên minh này cũng được gọi là Tần Hàn (秦韓). Có tài liệu cho rằng các vị vua là người Mã Hàn song không có các bằng chứng khảo cổ cho việc này.

## Tiểu quốc bộ tộc
Theo Tam quốc sử ký, Thìn Hàn có 12 tiểu quốc:
- Saro (사로국, 斯盧國, Tư Lô Quốc), tiểu quốc hùng mạnh nhất Thìn Hàn, cũng được gọi là Seorabeol. Năm 503, Saro đổi tên thành "Tân La".
- Gijeo (기저국, 己柢國, Kỷ Đế Quốc), nay thuộc Andong.
- Bulsa (불사국, 不斯國, Bất Tư Quốc), nay thuộc Changnyeong.
- Geun-gi (근기국, 勤耆國, Cần Kỳ Quốc), nay thuộc Pohang hay Cheongdo.
- Nanmirimidong (난미리미동국, 難彌理彌凍國, Nan Di Lý Di Đống Quốc), nay thuộc Miryang, cũng được gọi là "Mirimidong".
- Yeomhae (염해국, 冉奚國, Nhiễm Hề Quốc), nay thuộc Ulsan.
- Gunmi (군미국, 軍彌國, Quân Di Quốc), nay thuộc Sacheon.
- Yeodam (여담국, 如湛國, Như Đam Quốc), nay thuộc Gunwi.
- Horo (호로국, 戶路國, Hộ Lộ Quốc), nay thuộc Sangju.
- Juseon (주선국, 州鮮國, Châu Tiên Quốc), nay thuộc Gyeongsan.
- Mayeon (마연국, 馬延國, Mã Diên Quốc), nay thuộc Miryang.
- U-yu (우유국, 優由國, Ưu Do Quốc), nay thuộc Cheongdo hay Yeongdeok.

Theo Tam quốc sử ký, vương quốc Tân La (kinh đô tại Gyeongju ngày nay), được Hách Cư Thế thành lập vào năm 57 TCN, ông đã thống nhất 6 bộ tộc Thìn Hàn dưới quyền cai quản của mình. Các sử sách khá mâu thuẫn vè mối quan hệ của Thìn Hàn, Saro, Seorabeol, và vương quốc Tân La sau này.
Không có nhiều tư liệu về cuộc sống thường ngày của người Thìn Hàn. Tôn giáo thống trị tại đây là Shaman giáo, và nó cũng đóng một vai trò quan trọng trong chính trị. Nông nghiệp tập trung chủ yếu và trồng lúa gạo song cũng tồn tại lĩnh vực chăn nuôi.

## Vị trí
Hầu hết các giải thuyết chỉ ra rằng vị trí của Thìn Hàn là các khu vực: bồn địa Gyeongju và vùng bờ biển Nhật Bản liền kề. Nó là láng giềng của liên minh Biện Hàn ở phía tây nam, và giáp với Mã Hàn ở phía tây. Ở phía bắc là các quận của Trung Hoa và tiểu quốc duyên hải Đông Uế. Tuy nhiên, một vài học giả cho rằng Thìn Hàn nằm tại thung lũng sông Hán, giáp với Mã Hàn ở phía bắc và Biện Hàn ở phía nam.